# Sessrumnir
Sessrumnir – w mitologii nordyckiej pałac (sala) bogini Frei, mieszczący się w krainie Folkvang. Mieszka w nim połowa jej Einherjar.